# Liste der Bodendenkmäler in Espelkamp
Die Liste der Bodendenkmäler in Espelkamp enthält die denkmalgeschützten unterirdischen baulichen Anlagen, Reste oberirdischer baulicher Anlagen, Zeugnisse tierischen und pflanzlichen Lebens und paläontologischen Reste auf dem Gebiet der Stadt Espelkamp im Kreis Minden-Lübbecke in Nordrhein-Westfalen (Stand: September 2020). Diese Bodendenkmäler sind in Teil B der Denkmalliste der Stadt Espelkamp eingetragen; Grundlage für die Aufnahme ist das Denkmalschutzgesetz Nordrhein-Westfalen (DSchG NRW).
| Bild | Bezeichnung          | Lage                      | Beschreibung                                     | Bauzeit | Eingetragen seit | Denkmal- nummer |
| ---- | -------------------- | ------------------------- | ------------------------------------------------ | ------- | ---------------- | --------------- |
| BW   | Burganlage Ellerburg | Fiestel Ellerburg 2 Karte | bis zum Abbruch als Baudenkmal Nr. 6 eingetragen |         | 28.05.2014       | 1               |